# Blandine Gravina
Blandine Gravina (comtesse Biagio Gravina), née Blandine Elisabeth Veronica Theresia von Bülow le 20 mars 1863 à Berlin (Royaume de Prusse) et morte le 4 décembre 1941 à Florence (royaume d'Italie), est une des filles de Cosima Wagner et de Hans von Bülow, et une des petites-filles de Franz Liszt.

## Biographie
Après la séparation de sa mère avec Hans von Bülow, et son remariage avec Richard Wagner, Blandine et sa sœur Daniela sont envoyées en internat au lycée Luisenstift à Niederlößnitz, pour faire leur éducation.

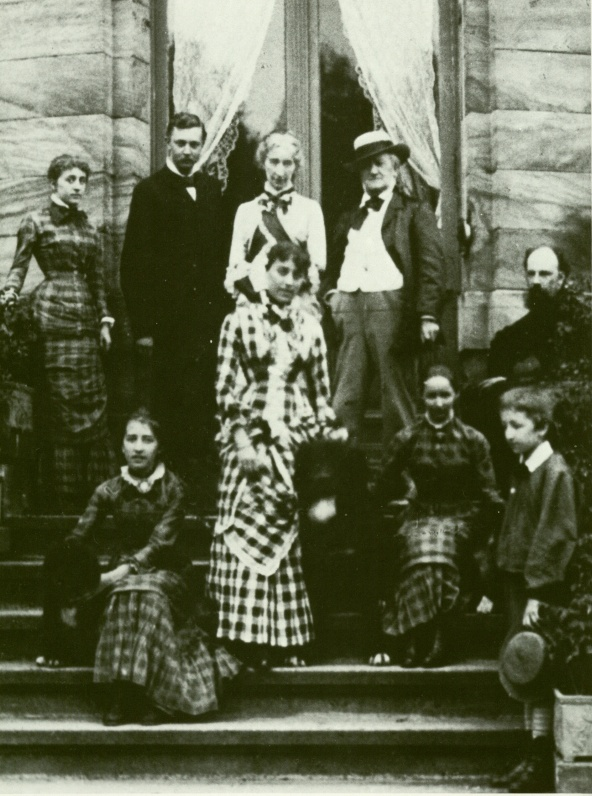
Famille de Richard Wagner, août 1881. De gauche à droite, en haut : Blandine, Heinrich von Stein (professeur de Siegfried), Cosima, Richard, le peintre Paul von Joukowsky. En bas : Isolde, Daniela, Eva, Siegfried.

En 1882, Blandine épouse le comte Biagio Gravina, le fils cadet du prince de Ramacca de Palerme. De leur mariage naissent quatre enfants :
- Manfredi Gravina (14 juin 1883 à Palerme-19 septembre 1932 à Dantzig), un officier de la Marine italienne, diplomate et Haut Commissaire de la Ville libre de Dantzig (1929-1932).
- Maria Cosima Gravina (1886 à Palerme-1929). Son deuxième mari Egas von Wenden édita les Mémoires de Marie d'Agoult.
- Gilberto Gravina (1890 à Palerme-1972 à Bayreuth), chef d'orchestre et flûtiste, employé du Festival de Bayreuth. Il est enterré dans la tombe de sa tante Daniela Thode.Sépulture de Daniela Thode et de son neveu Gilbert Gravina.

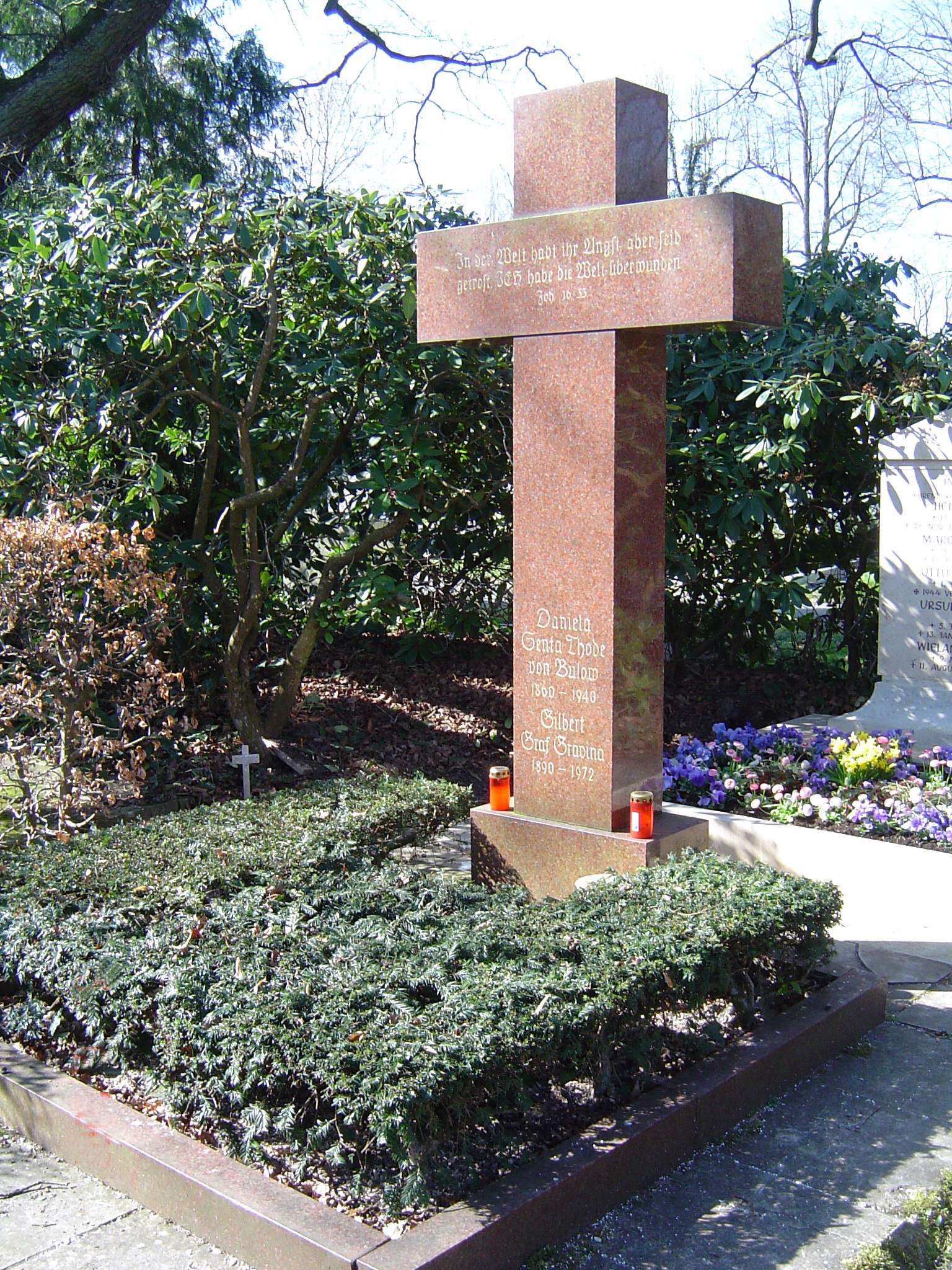
Sépulture de Daniela Thode et de son neveu Gilbert Gravina.

- Guido Gravina (1896 à Palerme-1933).

Le frère du comte Biagio Gravina, par droit d'aînesse, héritait des titres et des terres. La position du comte Biagio Gravina en tant qu'officier de la Marine italienne n'étant que de courte durée, la situation financière de la famille n'était pas bonne. Souffrant d'une profonde dépression, Biagio Gravina se suicida par arme à feu en 1897.
Devenue veuve, Gravina s'installe près de Florence. En 1926, elle mène la réconciliation entre les familles Nietzsche et Wagner, qui s'étaient divisées après la publication du dernier ouvrage de Nietzsche, Nietzsche contre Wagner,.
Dans les années 1930, Blandine tente de se faire l'intermédiaire dans les disputes qui divisent la famille sur les représentations du festival de Bayreuth. En 1933, elle devient citoyenne honoraire de la ville de Bayreuth (Ehrenbürgerwürde der Stadt Bayreuth).
Elle meurt en 1941 à Florence, où elle est enterrée.

## Littérature
L'année sicilienne où Blandine von Bülow épousa Biagіo Gravina est le thème du roman Der Himmel über Palermo (Le ciel au-dessus de Palerme) de Constanze Neumann, paru en 2017,.